# Fred Maxwell
Temple de la renommée : 1962
Fred « Steamer » Maxwell (né le 19 mai 1890 à Winnipeg, dans la province du Manitoba, au Canada - mort le 11 septembre 1975 à Winnipeg, dans la province du Manitoba, au Canada) est un joueur canadien de hockey sur glace qui évoluait en Amérique du Nord au début du XXe siècle. Jouant à la position de rover à une époque où le hockey se joue avec des équipes de sept joueurs, il passe six saisons avec les Monarchs de Winnipeg de la Manitoba Hockey League entre 1909 et 1915, avec lesquels il remporte deux titres de champion du Manitoba ainsi que la Coupe Allan de champion amateur du Canada en 1915. Considéré comme l'un des meilleurs joueurs de son ère, il refuse durant sa carrière plusieurs offres pour devenir professionnel. Il arrête de jouer lorsqu'il apprend que certains de ses coéquipiers amateurs reçoivent des salaires.
Il entame alors une carrière d'entraîneur. Il conduit les Falcons de Winnipeg à la Coupe Allan en 1920. Grâce à cette victoire, son équipe joue en tant qu'équipe du Canada lors des premiers Jeux olympiques de 1920 et remporte la médaille d'or. Il continue d'entraîner jusque dans les années 1930, menant plusieurs équipes à des titres de champions sénior et junior. En 1962, il est intronisé au Temple de la renommée du hockey. Il est également membre des temples de la renommée du hockey et des sports de sa province natale.

## Biographie

### Carrière de joueur
Maxwell commence sa carrière en jouant au hockey sur glace dans sa ville natale en 1910. Il joue alors avec les Monarchs de Winnipeg et au cours des cinq matchs de la saison que joue son équipe, il comptabilise six buts et est élu dans la deuxième équipe d'étoiles de la ligue, la Manitoba Senior Hockey League. Au cours de la saison suivante, il inscrit sept buts en autant de rencontres.
En 1913, Maxwell se voit offrir la somme de 1 500 dollars pour jouer dans l'Association nationale de hockey pour les Blueshirts de Toronto d'Eddie Livingstone ; fervent défenseur de l'amateurisme, il refuse l'offre de Livingstone et reste jouer avec les Monarchs. Il remporte avec eux le titre de champion de la MSHL en 1914 puis la Coupe Allan la saison suivante. Maxwell prend sa retraite de joueur un an plus tard quand il découvre que certains de ses coéquipiers ont touché de l'argent ou reçu des cadeaux pour jouer la Coupe Allan 1915.

### Carrière d'entraîneur
En 1919-1920, après la fin de la Première Guerre mondiale, l'équipe des Falcons de Winnipeg fait son retour dans la compétition en jouant dans la Manitoba Hockey League. Maxwell est nommé nouvel entraîneur de l'équipe qui compte dans ses rangs Walter Byron en tant que gardien de but, Konrad Johannesson et Robert Benson en défense et Allan Woodman, Haldor Halderson, Frank Fredrickson, Magnus Goodman et Chris Fridfinnson en attaque.
La saison 1919-1920 de la MHL compte cinq rencontres entre chaque équipe et l'équipe de Selkirk, championne en titre, est favori pour sa propre succession avec des joueurs comme Joseph « Joe » Simpson ou encore Harold « Harry » Oliver, tous deux futurs membres du Temple de la renommée. Les Falcons battent les Fishermen pour le titre de champions de la ligue sur le score de 5-3 alors que leur capitaine, Fredrickson, inscrit quatre buts au cours de cette victoire. Avec vingt-trois buts en dix rencontres, il finit une nouvelle fois en tête du classement des buteurs, Byron est le meilleur gardien avec deux blanchissages et Robert Benson le joueur le plus pénalisé de la ligue avec vingt-six minutes de pénalités.
Les Falcons jouent la finale la Coupe Allan en battant tour à tour tous leurs adversaires : ils éliminent ainsi les Winnipegs 15-1 sur le total des deux rencontres, les Maple Leafs de Fort William 16-3. La série finale se joue à Toronto contre l'Université de Toronto, la meilleure équipe de l'Est. Le score final de la première rencontre est de 8-3 avec quatre réalisations de Fredrickson, trois de Goodman et le dernier par Woodman. Pour remporter la Coupe, les joueurs de l'Université doivent gagner le match avec plus de cinq buts d'écarts. Les Falcons mènent 2-1 au début du troisième tiers-temps avec un but de leur capitaine et l'autre par Johannesson mais ils perdent leur gardien de but rapidement dans la période ; il ne voit pas un lancer lointain arriver et, les gardiens de l'époque ne portant jamais de masque, le palet le frappe au-dessus de l'œil et la blessure l'empêche de finir la rencontre. Babe Elliott, qui n'a pas manqué un seul entraînement de la saison, est donc appelé pour faire ses débuts avec l'équipe des Falcons et il les aide à remporter le match, et le Coupe Allan, sur le score de 3-2.
En janvier 1920, le Comité international olympique annonce que lors des futurs Jeux olympiques d'été, qui sont prévus en avril 1920 à Anvers en Belgique, une compétition de hockey aura lieu entre les différentes nations. Les dirigeants du hockey au Canada, n'ayant pas le temps de réaliser une sélection et de les habituer à jouer ensemble, décident d'envoyer les vainqueurs de la Coupe Allan comme représentants. Seul Maxwell ne peut pas faire le voyage avec son équipe, il est obligé de rentrer pour son travail à Winnipeg. Par la suite les Falcons remportent la médaille d'or en remportant les trois matchs des Jeux olympiques.
En 1962, il est admis au Temple de la renommée du hockey pour sa carrière de joueur.

## Trophées et honneurs personnels
- 1911 : deuxième équipe d'Étoiles de la Manitoba Senior Hockey League
- 1914 : champion de la MSHL
- 1915 :
  - champion de la MSHL
  - remporte la Coupe Allan
- 1920 : remporte la Coupe Allan en tant qu'entraîneur
- 1927 : champion de la MSHL
- 1930 : champion de la MSHL
- 1962 : admis au Temple de la renommée du hockey
- 1988 : admis au Temple de renommée du sport du Manitoba[4]